# 요시오카 다카요시

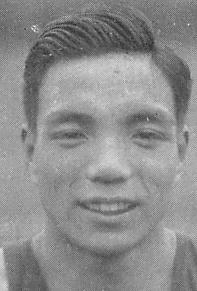
요시오카 다카요시

요시오카 다카요시(吉岡 隆徳, 1909년 6월 20일 ~ 1984년 5월 5일)은 일본의 육상 단거리 선수였다. 1935년 일본에서 열린 육상 대회에서 100m를 10.3에 뛰어 세계 타이 기록을 세웠다. .